# Desdemona trilobata
Desdemona trilobata är en ringmaskart som beskrevs av Banse 1957. Desdemona trilobata ingår i släktet Desdemona och familjen Sabellidae. Inga underarter finns listade i Catalogue of Life.